# Eduard Kopča
Eduard Kopča (* 30. srpna 1963) je bývalý slovenský fotbalista, obránce.

## Fotbalová kariéra
Hrál za Inter Bratislava. V československé lize nastoupil ve 48 utkáních a dal 1 gól. Hrál ze Československo na mistrovství světa do 20 let v roce 1983 v Mexiku.

## Ligová bilance
| Ročník                                   | Zápasy | Góly | Klub             |
| ---------------------------------------- | ------ | ---- | ---------------- |
| 1. československá fotbalová liga 1981/82 | 1      | 0    | Inter Bratislava |
| 1. československá fotbalová liga 1982/83 | 13     | 0    | Inter Bratislava |
| 1. československá fotbalová liga 1983/84 | 11     | 1    | Inter Bratislava |
| 1. československá fotbalová liga 1984/85 | 4      | 0    | Inter Bratislava |
| 1. československá fotbalová liga 1985/86 | 19     | 0    | Inter Bratislava |
| CELKEM                                   | 48     | 1    |                  |